# Sospita heterisa
Sospita heterisa är en fjärilsart som beskrevs av Jordan 1912. Sospita heterisa ingår i släktet Sospita och familjen juvelvingar. Inga underarter finns listade i Catalogue of Life.